# テッラチーナ＝プリヴェルノ線
テッラチーナ＝プリヴェルノ線 (伊: ferrovia Terracina - Priverno) は、イタリアの鉄道路線。ヴェッレトリとテッラチーナの海を結んでいた長い路線の最後に残った区間である。年月の経過と共にこの路線は分断の被害を受け、現在はローマ＝フォルミア＝ナポリ線に接続しているプリヴェルノ＝フォッサノーヴァ駅からの18kmになっている。ラツィオ州内の路線でFSにより二次路線として運営されている。
路線は単線で電化されている。列車は二つの始発駅の他にローマ・テルミニからも出ており、この編成のおかげで路線が見直された。カポクローチェ駅を除いた全ての途中駅は閉鎖され利用できない。
路線の交通量は極めて僅かで廃線の危険性がある。最近ではローマとテッラチーナの直通列車があり、主に夏の間にチルチェーオ海岸の浜辺に向かう列車として利用が増えている。乗換え機能のある駅はプリヴェルノだけである。路線では貨物列車は利用されず、また練習用の路線として提供されることがある。

## 沿線、駅と停車場
|  |       | ローマ行き路線                 |                                |
|  | 0.00  | プリヴェルノ＝フォッサノーヴァ | プリヴェルノ＝フォッサノーヴァ |
|  |       |                                |                                |
|  |       | ナポリ行き路線                 |                                |
|  |       |                                |                                |
|  | 4.00  | カポクローチェ                 | カポクローチェ                 |
|  | 5.00  | ルーデリ・ディ・シビッラ       | ルーデリ・ディ・シビッラ       |
|  | 8.00  | フラッソ                       | フラッソ                       |
|  | 10.00 | ガヴォッティ                   | ガヴォッティ                   |
|  | 12.00 | ラ・フィオーラ                 | ラ・フィオーラ                 |
|  | 18.00 | テッラチーナ                   | テッラチーナ                   |